# Alleghe
Alleghe (ladin: Alie) est une commune italienne de la province de Belluno dans la région Vénétie en Italie.

## Géographie
Alleghe (ladin: Alie) est village de montagne situé dans la province de Belluno, dans le Nord de l’Italie. Le village se trouve à 900 m d’altitude.
Il est au bord d'un lac, mesurant 2 000 m sur 500, qui porte son nom. Le lac se forme en 1771 à la suite d'un éboulement du mont Spitz.

## Administration
| Période                                  | Période  | Identité       | Étiquette | Qualité |
| ---------------------------------------- | -------- | -------------- | --------- | ------- |
| 26 mai 2014                              | en cours | Siro De Biasio |           |         |
| Les données manquantes sont à compléter. |          |                |           |         |

### Hameaux
Fontanive, Coldemies, Pradel, Pinié, Coi, Perencina, Col de Fontana, Fernazza ( ladin: Fernaza), Scalon, Masarè, La Sala, Tos, Pian, Lagusel, Caprile ( ladin: Ciauri)

### Communes limitrophes
Colle Santa Lucia, Rocca Pietore, San Tomaso Agordino, Selva di Cadore, Taibon Agordino, Zoldo Alto

## Galerie de photos

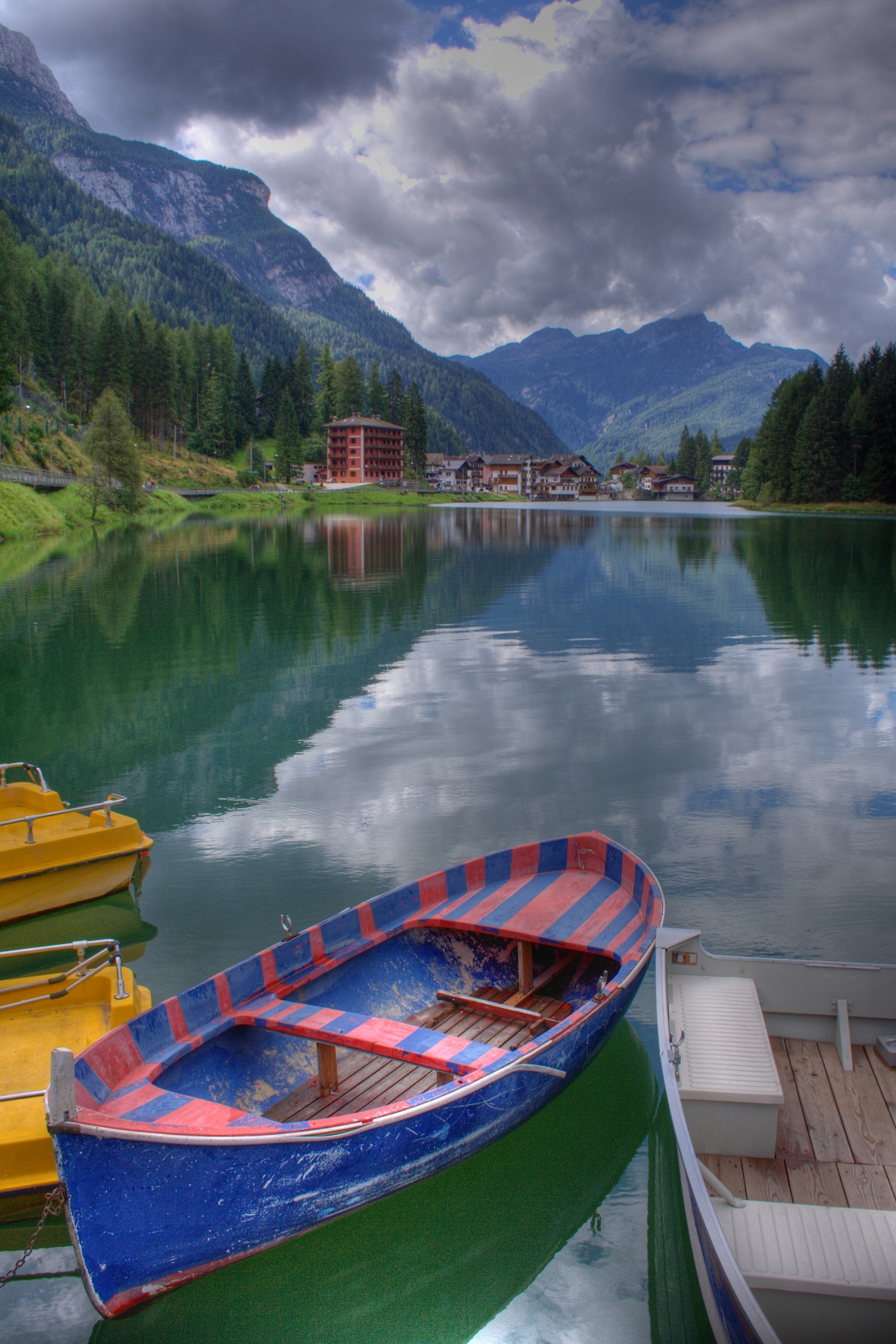
Lac d'Alleghe
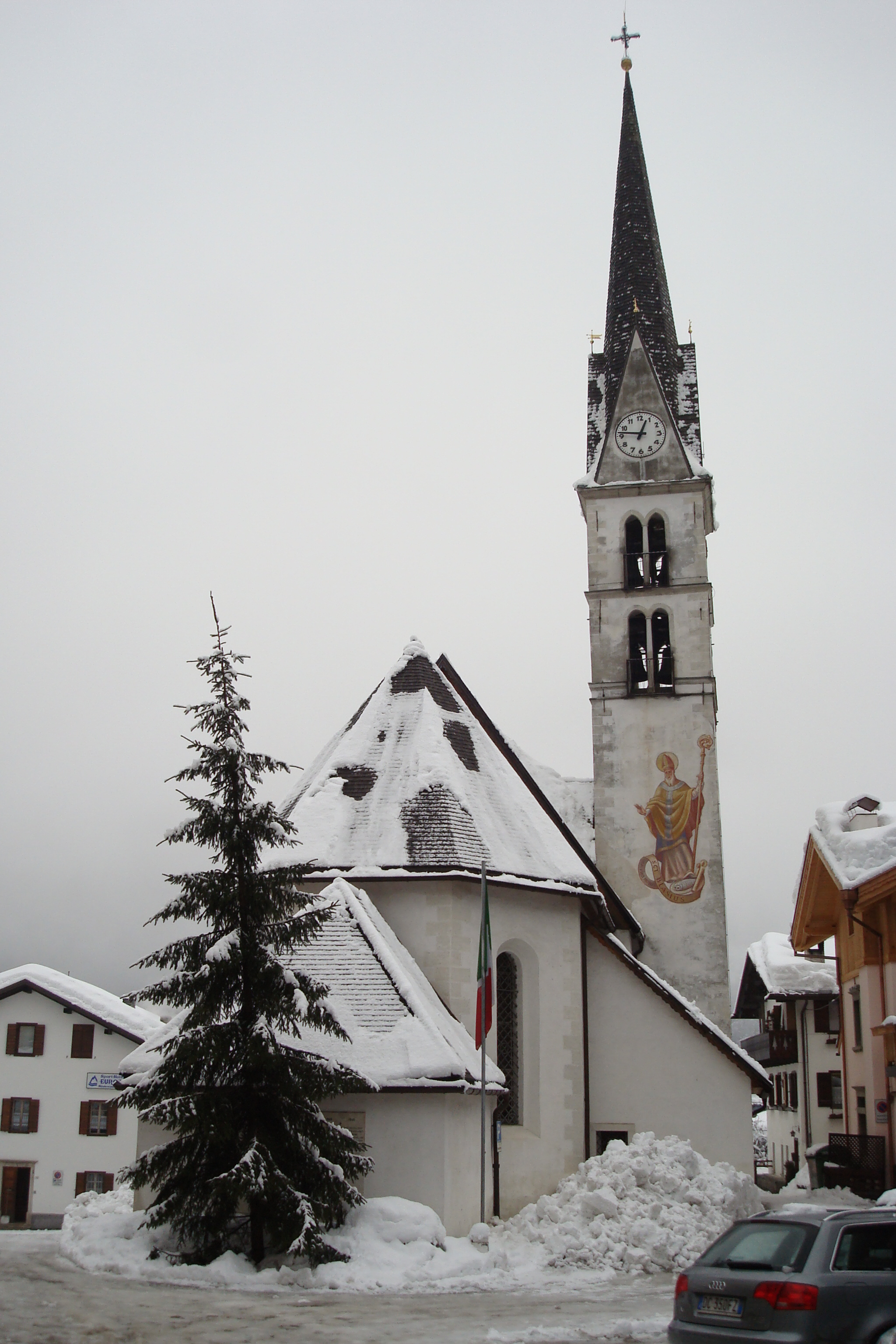
Église San Biaggio, Alleghe
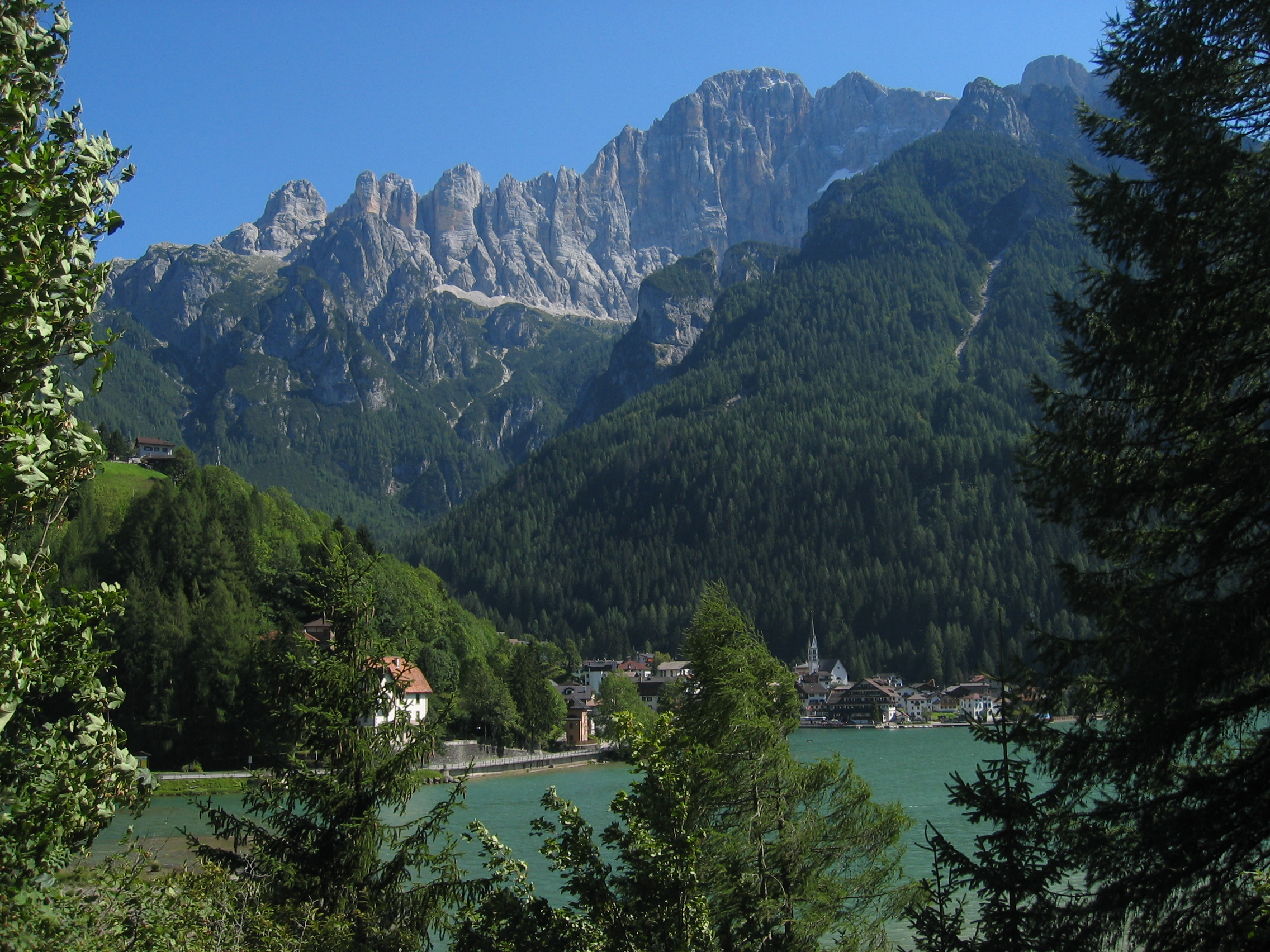
Alleghe, le lac et la Civetta
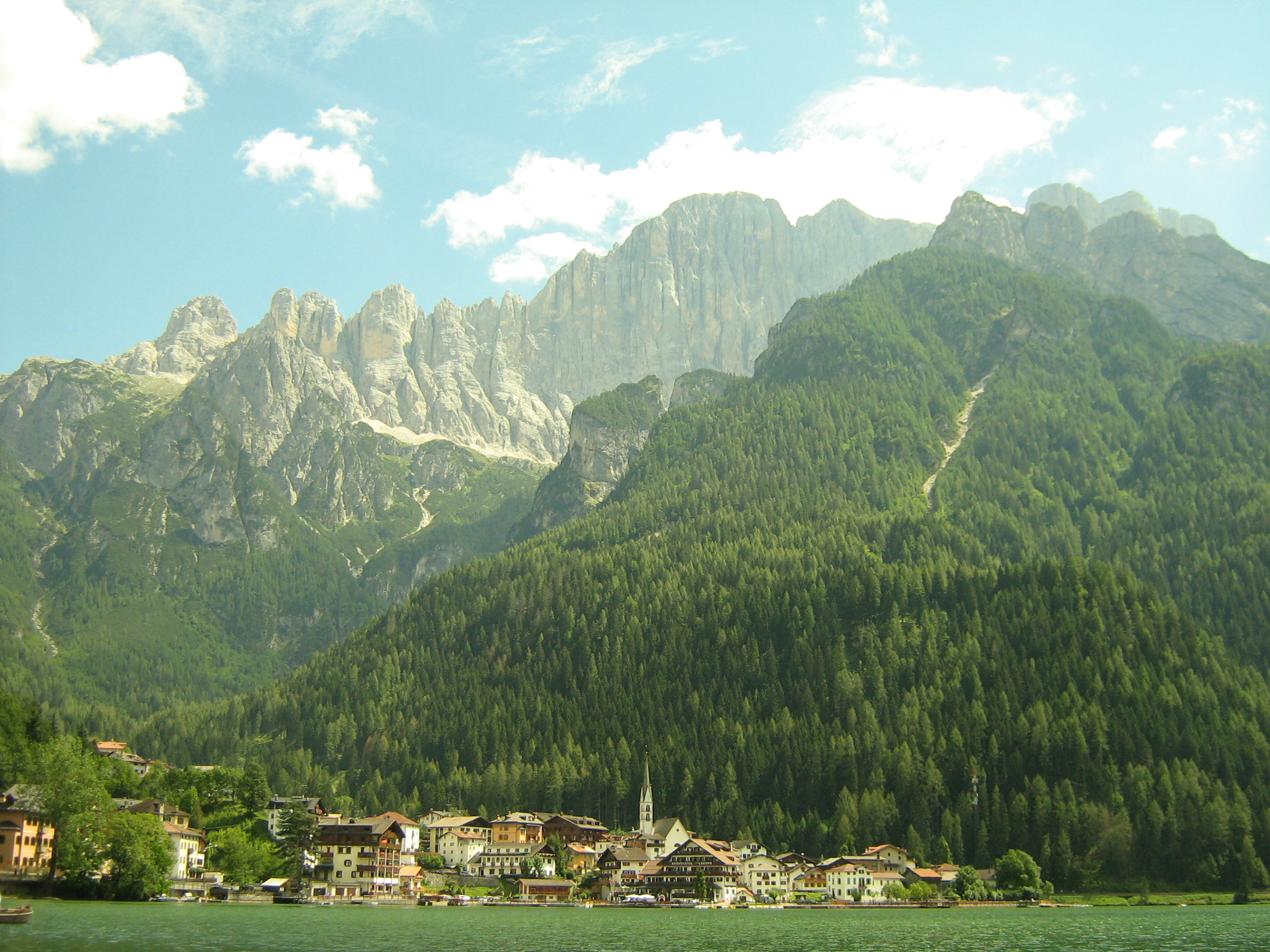
Alleghe et la Civetta